# Просо прутьевидное
Про́со прутьеви́дное, или про́со ве́ничное, или просо ло́зное (лат. Panicum virgatum) — многолетнее травянистое растение, вид рода Просо (Panicum) семейства Злаки, или Мятликовые (Poaceae).

## Ботаническое описание
Многолетнее травянистое растение с чешуйчатым корневищем. Стебли жёсткие, прямостоячие, 60—200 см высотой, обычно неразветвлённые, узлы голые или опушенные.
Листья линейные, плоские, 20—40 × 0,3—1,5 см, голые, с заостренной вершиной.
Метёлка 15—55 см, колоски часто группируются на вторичных ветвях. Колоски яйцевидные, 3—5 мм, голые.
2n = 21, 25, 30, 32, 36, 72.

## Распространение
Северная Америка.

## Хозяйственное значение и применение
Энергетическая культура.

## В культуре
Просо прутьевидное используется в ландшафтном дизайне. Этот злак стал популярным благодаря немецким питомникам — на родине растение получило призание садоводов гораздо позже. Этот вид проса ценят за стройные кусты, ажурную дымку соцветий, красивую окраску листвы (особенно осенью), эффектный силуэт и нетребовательность к почвенным условиям.
Короткокорневищная дернина проса прутьевидного разрастается сравнительно медленно. Теплорастущий и очень светолюбивый злак. В условиях средней полосы России он трогается в рост одним из последних, в конце весны. Растёт на любых почвах. На влажных и плодородных быстрее и мощнее разрастается, но кусты больше склонны разваливаться. На сухих и бедных почвах кусты лучше держат форму и дают более яркую осеннюю окраску, но нарастают медленнее. Сорта с голубыми широкими листьями в жаркие и засушливые периоды рекомендуется поливать. Выдерживает кратковременные подтопления.
Сорта проса размножают делением куста в начале лета. В средней полосе России поздняя посадка и пересадка теплорастущих злаков зачастую заканчивается их потерей. Видовые растения легко размножаются посевом семян. Просо прутьевидное зимостойко в средней полосе России, однако новые посадки рекомендуется мульчировать на зиму. Весной мульчу убирают.
Плотность посадки компактных сортов проса ('Heavy Metal', 'Shenandoah') — 5, средних ('Rehbraun') — 3, крупных ('Cloud Nine', 'Dallas Blues') — 1—3 штук на 1 квадратный метр.

## Сорта
- 'Blue Tower' — куст достигает до 240 см в высоту, цвет листвы — голубоватый. Огромные соцветия в роспуске повторяют окраску листьев, позже становятся светло-коричневыми. Часто используется, как солитер. Осенняя окраска не проявляется. Эту форму отобрал в природной популяции Грейг Спейкерт из иллинойсского питомника Crystal Palace Perennials[4].
- 'Cloud Nine' — метёлки бежевые. Цветет с начала сентября до начала октября. Высота 190—210 см. Куст воронкообразной формы, не разваливается, очень быстро разрастается. Листва голубовато-зеленая, очень красивая. Осенняя окраска золотистая. Введен в культуру Bluemont Nurseries[4].
- 'Dallas Blues' — метёлки зеленовато-бежевые. Цветёт с середины сентября до середины октября, самый поздний сорт. Высота 150—200 см. Куст вазообразный, превосходно держит форму, очень быстро разрастается. Листва голубовато-зелёная, очень декоративная, листья широкие. Позднеосенняя окраска жёлтая[4].
- 'Hänse Herms' — сорт описан в 1970 году в питомнике Карла Форстера, как симпатичный, но менее рослый вариант сорта 'Rotstrahlbusch'. Сегодня между этими сортами разницы уже не найти — то, что встречается в питомниках сейчас, идентично[4]. Стебли, грациозно изгибающиеся во время дождей, обычно возвращаются в исходное положение, когда высыхают, но после продолжительных дождей могут остаться изогнутыми[5].
- 'Heavy Metal' — метёлки бежевые с розоватым оттенком. Цветёт с середины августа до начала октября. Высота 130—150 см. Куст прямостоящий, не разваливается, быстро разрастается. Листва голубовато-зелёная, кажется, что с металлическим блеском, очень эффектная. Осенняя окраска от жёлтой до медной, если вообще окрасится. Даёт самосев[4].
- 'Heiliger Hain' — метёлки серовато-зеленые с оттенком красного. Высота 110—130 см. Цветёт с начала августа до начала октября, поздний сорт. Куст прямостоящий, превосходно держит форму, разрастается довольно умеренно, даже медленно. Листва голубовато-зелёная с медно-красными кончиками, очень эффектная. Осенняя окраска медно-красная. Даёт обильный самосев. Спорт от сорта 'Heavy Metal', получен Фридрихом Камелем в Германии в 2001 году[4].
- 'Northwind' — метёлки серовато-зелёные. Цветёт с начала сентября до начала октября. Высота 150—180 см. Куст строго вертикальный в течение всего сезона, очень быстро разрастается. Листва голубовато-зелёная. Жёлтая окраска проявляется рано осенью, но постепенно, поэтому какое-то время куст выглядит словно желто-зеленая «зебра», пока целиком не станет жёлтым[4].
- 'Prairie Sky' — метёлки бежевые с серебристым оттенком. Цветёт с середины августа до начала октября. Высота 120—160 см. Куст прямостоящий, но сильно разваливается во время цветения, особенно во влажном климате. Быстро разрастается. Листья широкие, голубовато-зелёные, голубее чем у сорта 'Heavy Metal'. Осенью проявляются незначительные желтоватые тона[4].
- 'Red Cloud' — сорт с зелёной листвой, 150—170 см в высоту, был отобран за нетипично красные колоски. У остальных зеленолистных сортов они пурпурные[4].
- 'Rehbraun' — около метра в высоту, отличается большими соцветиями с тёмно-пурпурными колосками и красновато-оранжевой осенней окраской листвы. Получен в Berggarten (Ганновер) в 1957 году. В Германии за этим сортом закрепилось название 'Rehbraun', а в Голландии, Дании и Польше — 'Rotbraun'[4]. Этот сорт подобен сорту 'Hanse Herms', но к осени красно-бордовые тона не так ярко выражены[5].
- 'Rotstrahlbusch' — метёлки красновато-бежевые. Цветёт с начала августа до начала октября. Высота 110—130 см. Куст широкий, прямостоящий, не разваливается, разрастается хорошо. Листва зелёная, эффектная. Осенняя окраска проявляется очень рано. Верхняя часть куста — пламенно-красная, а нижняя — жёлтая. Дает обильный самосев. Представлен питомником Карла Форстера в 1968 году[4].
- 'Shenandoah' — метёлки красно-фиолетовые. Цветёт с начала августа до начала октября. Высота 110—120 см. Куст широкий, прямостоящий, не разваливается, разрастается умеренно. Листва серовато-зелёная, эффектная. Уже летом появляются багряные тона, а к ранней осени практически весь куст становится насыщенно красным. Дает самосев. Сорт выбран из сеянцев сорта 'Hänse Herms' в Германии[4].
- 'Squaw' — метёлки розовато-фиолетовые. Цветёт с начала августа до начала октября. Высота 120—170 см. Куст вазообразный, склонен разваливаться во время цветения, но это не особо сказывается на декоративном эффекте. Разрастается очень быстро. Листва зелёная, эффектная. Осенняя окраска ржаво-красная. Как и сорт 'Warrior', выведен Куртом Блюмелем в его питомнике в Мэриленде[4].
- 'Staefa' — метёлки бежевые. Чрезвычайно обильно цветет с конца июля до конца сентября, самый ранний сорт. Высота 150—170 см. Куст вазообразной формы, не всегда её держит вертикальную форму. Разрастается очень быстро. Листва матово-зелёная, эффектная. Жёлтая осенняя окраска проявляется очень рано[4].
- 'Strictum' — метёлки зеленовато-бежевые. Цветёт с начала августа до начала октября. Высота 160—180 см. Куст прямостоящий, превосходно держит форму, разрастается очень быстро. Листва ярко-зелёная, эффектная. В отличие от остальных сортов осенью листва окрашивается в очень яркий и чистый жёлтый цвет. В 1950 году был отобран в питомнике Карла Форстера и стал первым сортом в немецком ассортименте проса[4].
- 'Warrior' — куст с зелёной листвой до 150—180 см высотой. Похож на 'Squaw', но более вертикальный и меньше склонен заваливаться после начала цветения, когда его украшают огромнейшие метелки с очень тёмными колосками. Осенью листья окрашиваются в жёлтые тона[4].